# Argentina sialis
Argentina sialis är en fiskart som beskrevs av Gilbert, 1890. Argentina sialis ingår i släktet Argentina och familjen guldlaxfiskar. IUCN kategoriserar arten globalt som livskraftig. Inga underarter finns listade i Catalogue of Life.